# Supercoupe d'Autriche de football
Cet article traite uniquement de la compétition masculine. Pour la compétition féminine, voir Supercoupe d'Autriche féminine de football.
La Supercoupe d'Autriche (en allemand "Supercup") était une compétition de football organisée par la Fédération d'Autriche de football de 1986 à 2004. Cette compétition opposait le vainqueur du championnat d'Autriche au vainqueur de la coupe d'Autriche.
En 2008, une version non officielle de la Supercoupe est disputée entre le Rapid Vienne et le SV Horn. Le Rapid Vienne remporte la rencontre 7-1.

## Palmarès
| Année | Vainqueur du championnat | Vainqueur de la coupe | Résultat       |
| ----- | ------------------------ | --------------------- | -------------- |
| 1986  | Austria Vienne           | Rapid Vienne          | 1-3            |
| 1987  | Rapid Vienne             | FC Swarowski Tirol    | 2-1            |
| 1988  | Rapid Vienne             | Kremser SC            | 1-1 (3-1 tab)  |
| 1989  | FC Swarowski Tirol       | Admira                | 1-1 (0-3 tab)  |
| 1990  | FC Swarowski Tirol       | Austria Vienne        | 1-5            |
| 1991  | Austria Vienne           | SV Stockerau          | 3-0            |
| 1992  | Austria Vienne           | Admira                | 1-1 (5-4 tab)  |
| 1993  | Austria Vienne           | FC Tirol Innsbruck    | 1-1 (3-1 tab)  |
| 1994  | SV Austria Salzbourg     | Austria Vienne        | 2-1            |
| 1995  | SV Austria Salzbourg     | Rapid Vienne          | 2-1            |
| 1996  | Rapid Vienne             | SK Sturm Graz         | 0-1            |
| 1997  | SV Austria Salzbourg     | SK Sturm Graz         | 1-0            |
| 1998  | SK Sturm Graz            | SV Ried               | 4-0            |
| 1999  | SK Sturm Graz            | LASK Linz             | 1-1 (5-4 tab)  |
| 2000  | FC Tirol Innsbruck       | Grazer AK             | 0-2            |
| 2001  | FC Tirol Innsbruck       | FC Kärnten            | 0-0 (9-10 tab) |
| 2002  | SK Sturm Graz            | Grazer AK             | 0-3            |
| 2003  | Austria Vienne           | FC Kärnten            | 2-1            |
| 2004  | Grazer AK                | Austria Vienne        | 1-1 (2-4 tab)  |

Le club vainqueur est en gras.